# Huta Imbaru (Siempat Nempu)
Huta Imbaru is een bestuurslaag in het regentschap Dairi van de provincie Noord-Sumatra, Indonesië. Huta Imbaru telt 1622 inwoners (volkstelling 2010).